# Breepleinkirche

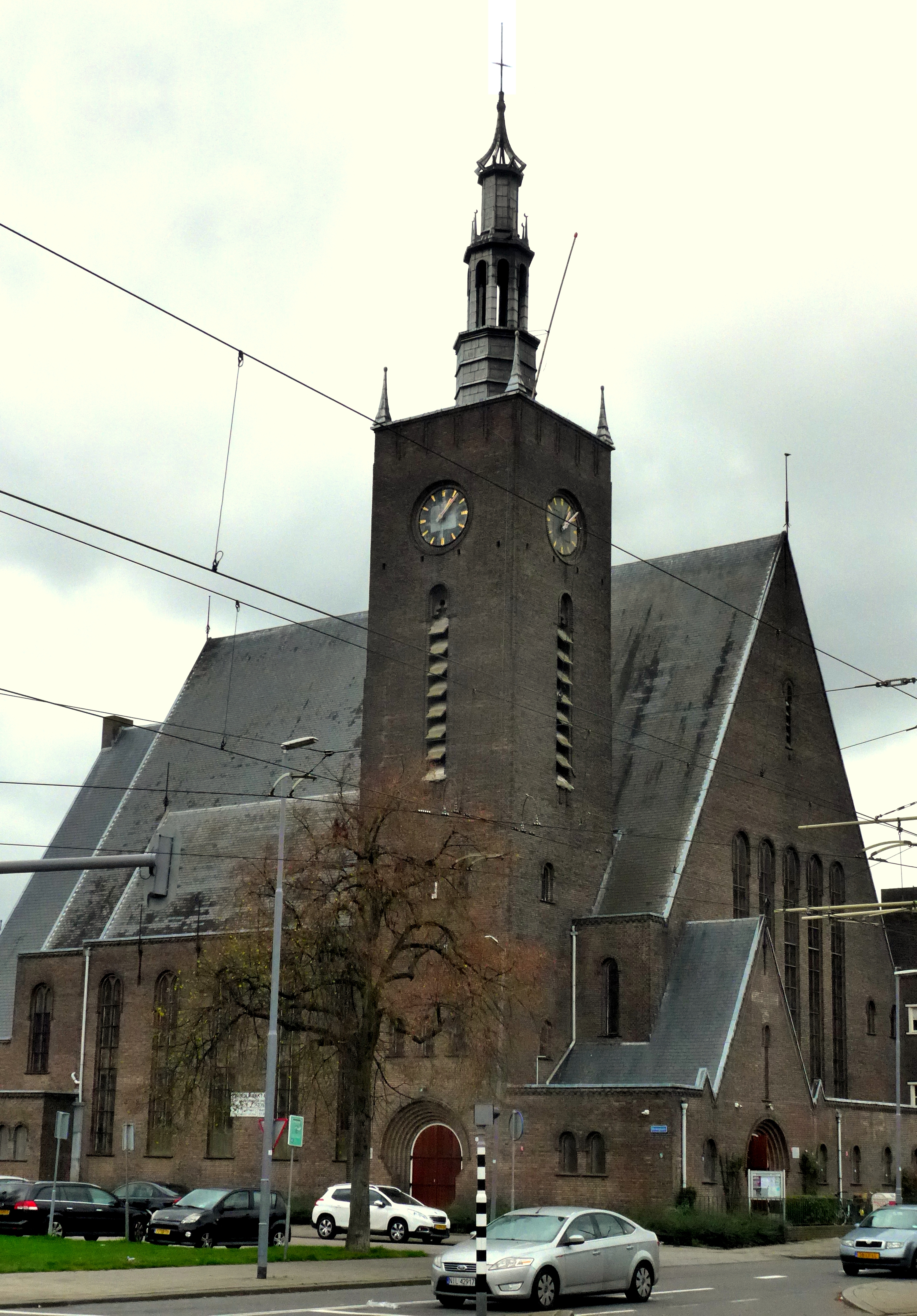
Ostansicht, 2017

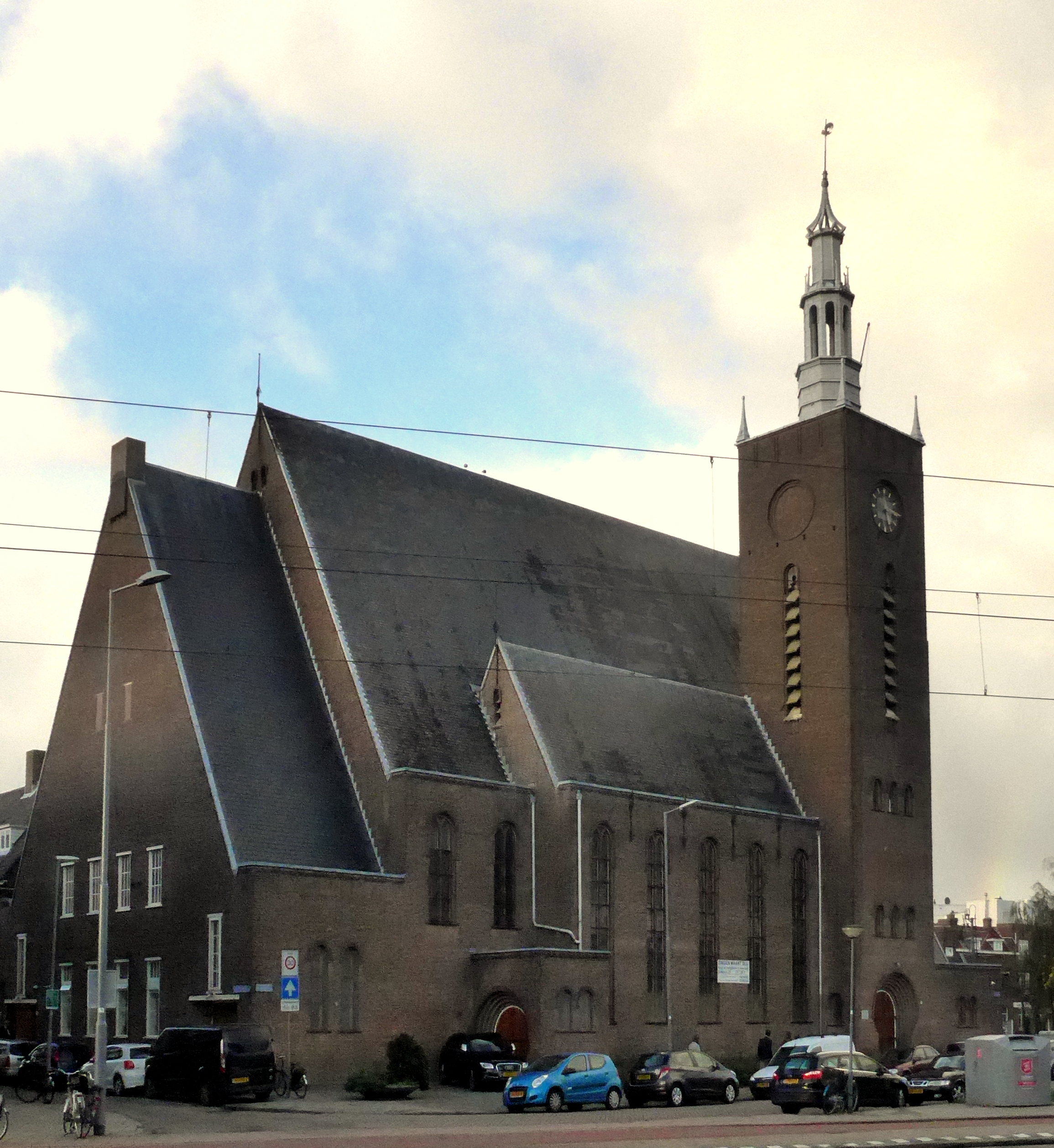
Südansicht, 2017

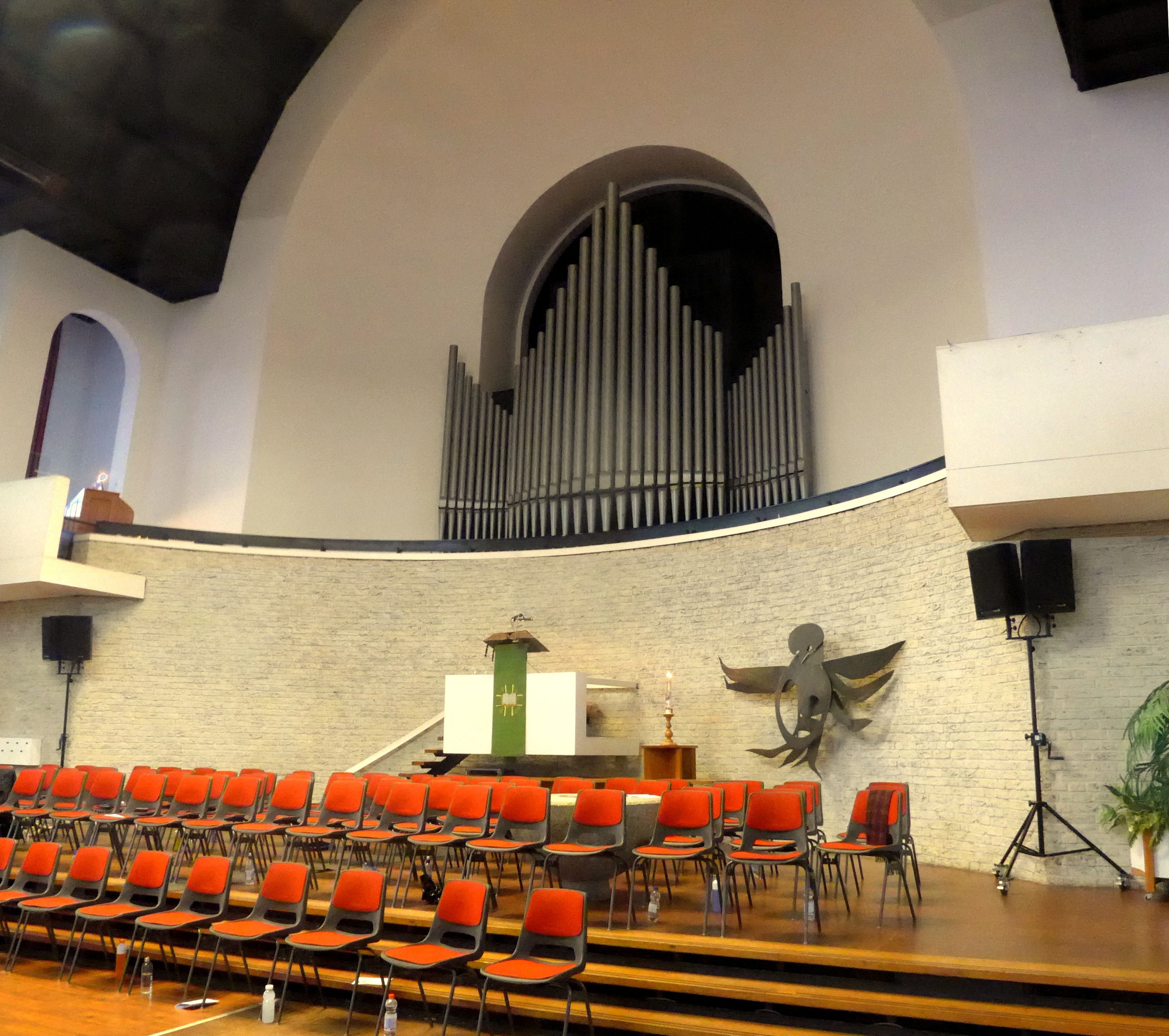
Innenraum und Orgel

Die Breepleinkirche (niederländisch Breepleinkerk)  in Rotterdam dient einer reformierten Gemeinde innerhalb der Protestantischen Kirche in den Niederlanden.
Die Kirche befindet sich zwischen dem Randweg und dem Breeweg, die durch den Platz Breeplein miteinander verbunden sind.

## Geschichte
Die Kirche wurde von 1930 bis 1931 aus Backstein im Stile der Neorenaissance errichtet. Die Grundsteinlegung erfolgte am 25. Oktober 1930 und gut ein Jahr später, am 5. November 1931, wurde sie eingeweiht. Sie enthält eine 1931 von der Firma van Leuwwen hergestellte Kirchenorgel und verfügt über 1051 Sitzplätze. Errichtet wurde das Gotteshaus für die strengreformierte gereformeerde Kirchengemeinde. Diese hat sich 2008 mit der reformierten Gemeinde vor Ort zur protestantischen Kirchengemeinde Rotterdam-Zuid zusammengeschlossen und gehört heute zur Protestantischen Kirche in den Niederlanden.

### Zweiter Weltkrieg
In die Kirche wurde während des Zweiten Weltkrieges das Krankenhaus Zuider evakuiert. Während des Kampfes um den Flugplatz Waalhaven im Mai 1940 lag das Krankenhaus zu nah an der Front. Aus diesem Grund wurden die Patienten in ein improvisiertes Krankenhaus in der Breepleinkerk verlegt. Das Kreuz und die Buchstaben „HOSPITAAL“ sind noch heute an der Außenwand der Kirche zu erkennen.

### Versteck für verfolgte Juden
1942 meldete sich ein frisch vermähltes jüdisches Ehepaar bei der Kirche und bat um Unterkunft, um sich vor den Deutschen verstecken zu können. Der Küster und seine Frau nahmen die beiden auf. Der Küster sägte ein Loch in den Dachboden hinter der Orgel und schuf somit eine Luke. In diesem Raum versteckte sich die Familie, ursprünglich ging man von sechs Wochen aus, doch sie sollten sich dort 34 Monate lang aufhalten. Nach einiger Zeit wandte sich eine weitere Familie, die am Randweg wohnte, wo sich die Kirche befindet, an den Pfarrer. Auch sie benötigten ein Versteck, und der Pfarrer fragte den Küster, ob sie die Familie in der Kirche verstecken könnten. Der Küster war damit einverstanden, musste aber eingestehen, dass dort bereits eine Familie untergetaucht war, denn der Pfarrer hatte die ganze Zeit nichts davon gewusst. Der Küster sägte eine weitere Luke in den Dachboden auf der anderen Seite der Kirche, und die zweite Familie versteckte sich dort. Die Eltern mussten ihre Kinder jedoch in Pflegefamilien unterbringen, da die Kinder Lärm hätten machen können.
In der ersten Familie wurde im Versteck 1944 ein Baby geboren, das von der Tochter des Küsters aufgezogen wurde, die vorher extra dafür ins Elternhaus zurückgekehrt war. Sie war gerade selbst Mutter geworden, und deshalb fiel es nicht auf, wenn ein Kind weinte. Das „illegale“ Kind durfte nur den Garten und die Kirche betreten, während das leibliche Kind der Küstertochter sich draußen frei bewegen konnte.
Drei Wochen vor dem Ende der Besatzung drangen die Deutschen in die Kirche ein. Ein Verhörter hatte ausgesagt, es befänden sich Waffen in der Kirche. Bei einer Durchsuchung fanden die Soldaten jedoch nichts. Eine untergetauchte Person spielte in diesem Moment mit dem Küster ein Spiel und konnte sich nur unter dem Bett des Küsters verstecken. Die Soldaten waren jedoch so sehr auf Waffen fixiert, dass sie alles andere übersahen. Die Untergetauchten wurden entsprechend auch nicht gefunden. Drei Wochen später wurde die Befreiung gefeiert, auch diese beiden Familien waren wieder in Freiheit.
Am 5. November 2011 enthüllte der Bürgermeister Ahmed Aboutaleb eine Gedenktafel an der Kirche. Darauf wird an die Ereignisse der Kriegsjahre erinnert. Aboutaleb hat auch einen Essay darüber geschrieben. 2017 veröffentlichte Anja Matser zudem ein Buch, in dem diese Geschichte ausführlich erzählt wird. Eine Übersetzung ins Deutsche ist in Vorbereitung.